# Escura josephinae
Escura josephinae är en insektsart som beskrevs av Tim R. New 1985. Escura josephinae ingår i släktet Escura och familjen myrlejonsländor. Inga underarter finns listade i Catalogue of Life.